# Ramsey Campbell
John Ramsey Campbell (Merseyside, Liverpool, 4 de enero de 1946). Cuentista, novelista y editor británico, considerado por la crítica uno de los grandes maestros del relato de horror contemporáneo.
Debido a su preocupación por las cuestiones formales, se tiene a Ramsey Campbell por uno de los mejores estilistas del género. Al igual que Robert Bloch, fue autor muy precoz. Su primer libro de cuentos, muy influido por H. P. Lovecraft, The Inhabitant of the Lake and Less Welcome Tenants (“El habitante del lago y otros mal hallados visitantes”), puede encuadrarse dentro de los Mitos de Cthulhu. Este libro fue publicado por la editorial Arkham House en 1964. El autor, por consejo de su editor, August Derleth, reescribió muchas de sus primeras historias, que había situado en localizaciones Lovecraftianas (lugares de Massachusetts como Arkham, Dunwich, Innsmouth…), reubicándolas en su tierra, Inglaterra, en lugares imaginarios como “Brichester”, cercano al “Río y Valle de Severn”, según el modelo de Lovecraft.
Con la más original colección de relatos Demons by Daylight (1973), Campbell trató de alejarse de la impronta de Lovecraft, aunque el libro contenía algunos elementos de los Mitos. Otros relatos como The End of a Summer's Day ("El final de un día de verano") y Concussion ("Conmoción"), mostraron a un Campbell más maduro, dueño de un estilo propio que se caracterizaba principalmente por la adopción del punto de vista de mentes enfermas y distorsionadas, además de una gran riqueza metafórica para dar vida objetos inanimados y de continuos cambios de orientación en la estructura narrativa.
El autor ha publicado un gran número de libros desde entonces. Muchas de sus mejores historias pueden encontrarse en Alone with the Horrors (“Solo entre los horrores”, 1993).
Campbell ha escrito simultáneamente novelas realistas y sobrenaturales. Entre las primeras cabe destacar The Face That Must Die ("El rostro que debía morir", 1983), la historia de un asesino en serie de tendencia homofóbica, contado desde el punto de vista del mismo. Un asesino no tan terrible aparece en The Count of Eleven (“La cuenta de once”, 1991), que despliega toda la gracia de Campbell para el juego de palabras. Campbell ha afirmado, al respecto, que a veces resulta contraproducente el uso de este recurso, ya que a uno le cuesta dejar de parecer divertido aunque el tema lo exija. Otra novela realista de interés: The One Safe Place (“El único lugar seguro”, 1995), un thriller con personajes bien delineados en el que se analizan problemas sociales como la pobreza y el abuso de menores.
El grupo de sus novelas sobrenaturales incluye Incarnate (“Encarnado”, 1983), que difumina las fronteras entre sueño y realidad, y Midnight Sun (“Sol de medianoche”, 1990), en el que una entidad extraterrestre trata de penetrar en la Tierra a través de la mente de un escritor de cuentos infantiles. Esta novela revela la influencia de autores como Algernon Blackwood y Arthur Machen, así como el omnipresente Lovecraft. También debe mencionarse la novela Needing Ghosts (1990, “Fantasmas necesitados”), una fantasía que mezcla horror y comicidad.
Dentro de su faceta de editor, Campbell ha sacado a la luz antologías como New Tales of the Cthulhu Mythos (1980), New Terrors (1980), los primeros cinco volúmenes de Best New Horror (1990-1994), y Uncanny Banquet (1992).
Campbell está casado y tiene dos hijos. Sigue viviendo en Merseyside, donde, dada su gran afición, colabora con la BBC en un programa de crítica cinematográfica.
Estudios críticos.- Existe un extenso trabajo crítico de la obra de Campbell en el libro de S. T. Joshi The Modern Weird Tale (2001). Joshi ha escrito asimismo: Ramsey Campbell and Modern Horror Fiction (2001), y editado The Count of Thirty (Necronomicon Press 1994), que contiene reseñas de varios autores, así como una larga entrevista al propio Ramsey Campbell.

Él no te ha dejado muchos músculos que puedas usar. Ha hecho un trabajo perfecto: no es de extrañar que se quedasen tan tranquilos. Pero ahora es mejor que te concentres en esos músculos que todavía te funcionan. Tambaleándote, tratas de levantarte hasta colocarte en una posición desde la que puedas agarrarte al próximo peldaño. Te afirmas en tu avance. De este modo, poniendo en tensión músculos que casi habías olvidado que tenías, tratas de levantarte un peldaño más alto. Maniobras hasta colocarte derecho. Así hay menos riesgo de que pierdas el equilibrio de pronto y ruedes otra vez escaleras abajo hasta donde, hace horas, empezaste a trepar. Descansa ahora. Sólo seis peldaños más.
Fragmento del relato Heading home (1982). Trad. Wikipedia

## Estudios sobre el autor
- Allart, Patrice (2017). Psychose à Arkham—Les Itinéraires de Robert Bloch et Ramsey Campbell. L’Œil du Sphinx.
- Ashley, Michael (1980). Fantasy Reader's Guide to Ramsey Campbell. Borgo Press.
- Campbell, Ramsey; Dziemanowicz, Stefan; and S.T. Joshi (1995). The Core of Ramsey Campbell: A Bibliography & Reader's Guide. Necronomicon Press.
- Cooke, Jon B., ed. (1991). Tekeli-li! Journal of Terror 3 (special Ramsey Campbell number).
- Crawford, Gary William (1985). "Urban Gothic: The Fiction of Ramsey Campbell", in Darrell Schweitzer, ed., Discovering Modern Horror Fiction. Starmont House. Pp. 13–20.
- ——— (1988). Ramsey Campbell, Starmont House.
- ———, ed. (2014). Ramsey Campbell: Critical Essays on the Modern Master of Horror. Studies in Supernatural Literature). Scarecrow Press.
- Fry, Gary (2015). "A New Place to Hyde: Self and Society in Ramsey Campbell’s Think Yourself Lucky", in s j bagley and Simon Strantzas, eds., Thinking Horror Volume 1. TKHR, pp. 25-35.
- Joshi, S. T. (2001). The Modern Weird Tale. McFarland & Co.
- ——— (2009). Classics and Contemporaries: Some Notes on Horror Fiction. Hippocampus Press.
- ——— (2001). Ramsey Campbell and Modern Horror Fiction. Liverpool University Press.
- ———, ed. (1994). The Count of Thirty. Necronomicon Press.
- ———, (2021) Ramsey Campbell: Master of Weird Fiction, PS Publishing.
- Menegaldo, Giles (1996). "Gothic Convention and Modernity in John Ramsay [sic] Campbell's Short Fiction", in Victor Sage and Allan Lloyd Smith, eds. Modern Gothic: A Reader. Manchester University Press. Pp. 189-97.